# Andrzej Wieczorek
Andrzej Wieczorek (ur. 24 października 1948 w Toruniu) – polski inżynier, działacz opozycji w okresie PRL, były wicewojewoda mazowiecki.

## Życiorys
Ukończył w 1980 studia na Wydziale Ekonomii Politechniki Świętokrzyskiej. W latach 1967–1995 był zatrudniony w Warszawskich Zakładach Telewizyjnych.
W 1980 wstąpił do NSZZ „Solidarność”. Wchodził w skład Komitetu Założycielskiego. Po wprowadzeniu stanu wojennego działał w podziemiu, kolportował prasę drugiego obiegu. Został internowany na okres od 14 maja do 12 lipca 1982. Po zwolnieniu kontynuował współpracę z opozycją demokratyczną.
W 1988 został członkiem Komitetu Obywatelskiego. Uczestniczył w obradach jednego z podzespołów Okrągłego Stołu. W latach 90. prowadził działalność związkową, był m.in. członkiem zarządu Regionu Mazowsze NSZZ „S”. W latach 1998–2000 zajmował stanowisko w zarządzie dzielnicy Wola, następnie przez rok sprawował urząd I wicewojewody mazowieckiego. Od 2003 przez kilka lat pełnił funkcję zastępcy dyrektora Mazowieckiego Centrum Polityki Społecznej.
W latach 1991–1992 był członkiem Porozumienia Centrum, później należał do Ruchu Społecznego AWS. W 2004 wstąpił do Partii Centrum (wyrejestrowanej w 2008).
W 2012 prezydent Bronisław Komorowski odznaczył go Krzyżem Oficerskim Orderu Odrodzenia Polski. W 2021 otrzymał Krzyż Wolności i Solidarności.